# Лепс, Эргас
Эргас Лепс (англ. Ergas Leps; род. 25 августа 1939, Пярну или Таллин) — канадский легкоатлет, выступавший в беге на средние дистанции. Участник летних Олимпийских игр 1960 и 1964 годов.

## Биография
Эргас Лепс родился 25 марта 1939 года в Таллине.
В 1944 году вместе с родителями эмигрировал в Канаду.
Выступал в легкоатлетических соревнованиях за «Мичиган Вулверинз» из Анн-Арбора. Первые высокие результаты показал на молодёжном чемпионате Торонто. Восемь раз становился чемпионом Канады в беге на 800 метров (1961, 1970), 1500 метров (1964, 1970—1971) и 1 милю (1965—1966, 1971).
В 1960—1972 годах входил в сборную Канады.
В 1960 году вошёл в состав сборной Канады на летних Олимпийских играх в Риме. В беге на 800 метров в 1/8 финала занял в 1/8 финала 2-е место, показав результат 1 минута 50,8 секунды. В четвертьфинале занял предпоследнее, 6-е место (1.52,0), уступив 3,2 секунды попавшему в полуфинал Йоргу Балке из ФРГ. В эстафете 4х400 метров сборная Канады, за которую также выступали Джо Мюллинз, Сиг Олеман и Терри Тобакко, заняла в четвертьфинале 2-е место с результатом 3.10,5, а в полуфинале предпоследнее, 5-е место (3.08,2), уступив 0,7 секунды попавшей в финал с 3-го места команде Великобритании.
В 1964 году вошёл в состав сборной Канады на летних Олимпийских играх в Токио. В беге на 1500 метров занял 3-е место в четвертьфинале с результатом 3.46,4, в полуфинале занял предпоследнее, 7-е место (3.51,2), уступив 11,3 секунды попавшему в финал с 5-го места Джону Уэттону из Великобритании.

## Личные рекорды
- Бег на 400 метров — 48,0 (1960)[3]
- Бег на 800 метров — 1.47,9 (1964)[3]
- Бег на 1500 метров — 3.43,9 (1970)[3]
- Бег на 1 милю — 4.01,0 (1966)[3]
- Бег на 2 мили — 8.59,8 (1964)[3]